# Турей Емілія Халсберіївна
Емілія Халсберіївна Турей  (рос. Эмилия Халсбериевна Турей, 6 жовтня 1984) — російська гандболістка, олімпійська медалістка.

## Виступи на Олімпіадах
| Олімпіада  | Дисципліна | Місце |
| ---------- | ---------- | ----- |
| Пекін 2008 | гандбол    | 2     |